# Список археологічних пам'яток Тайваню
Список археологічних пам’яток Тайваню, який включає доісторичні археологічні пам’ятки на Тайвані та прилеглих островах. Памʼятка може містити декілька археологічних культур різних періодів.

## Передмова

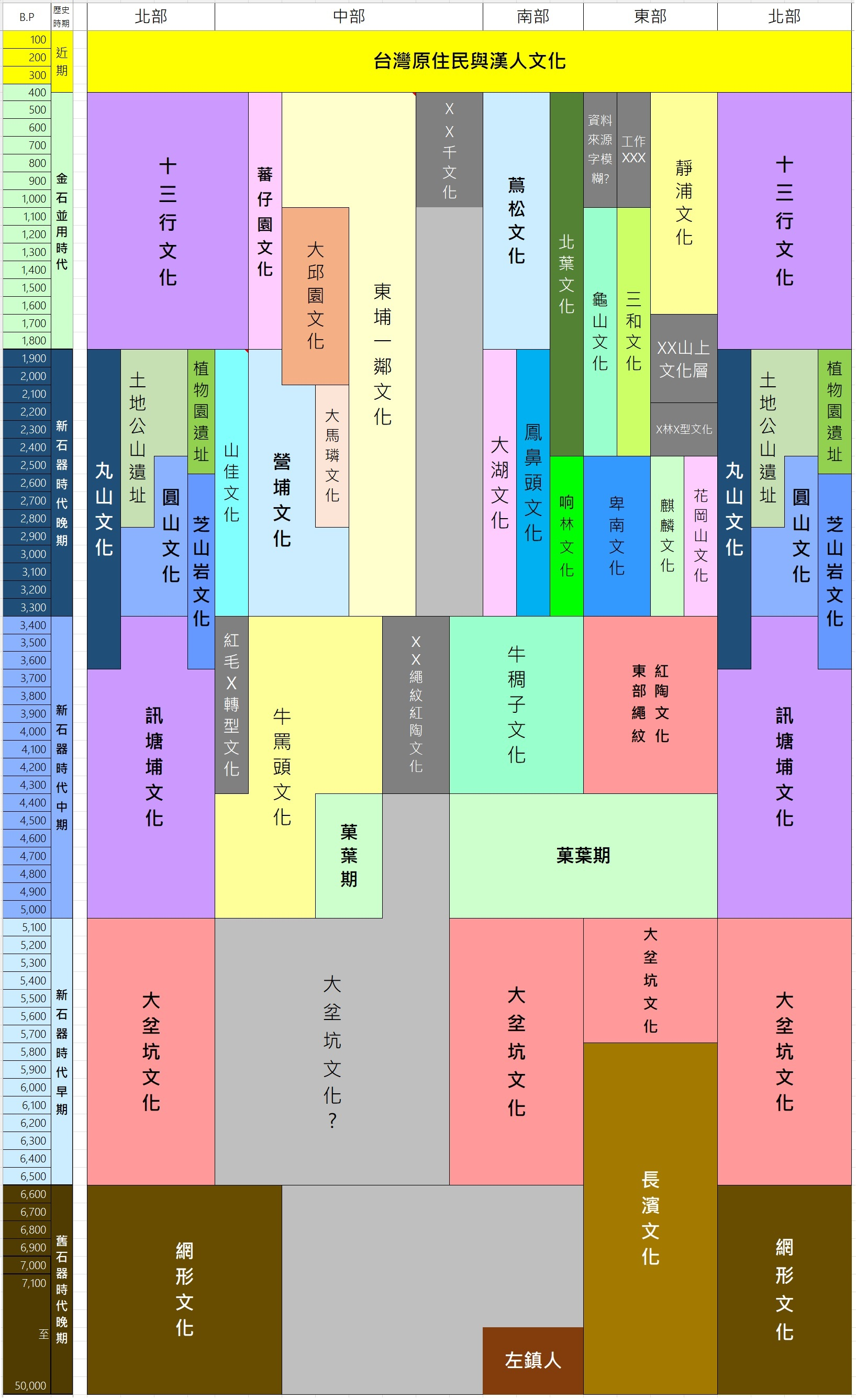
Класифікаційна статистика первісної історії Тайваню (від 50 000 до 100 років) (відтворено з конспектів лекцій професора Лю Їчана)

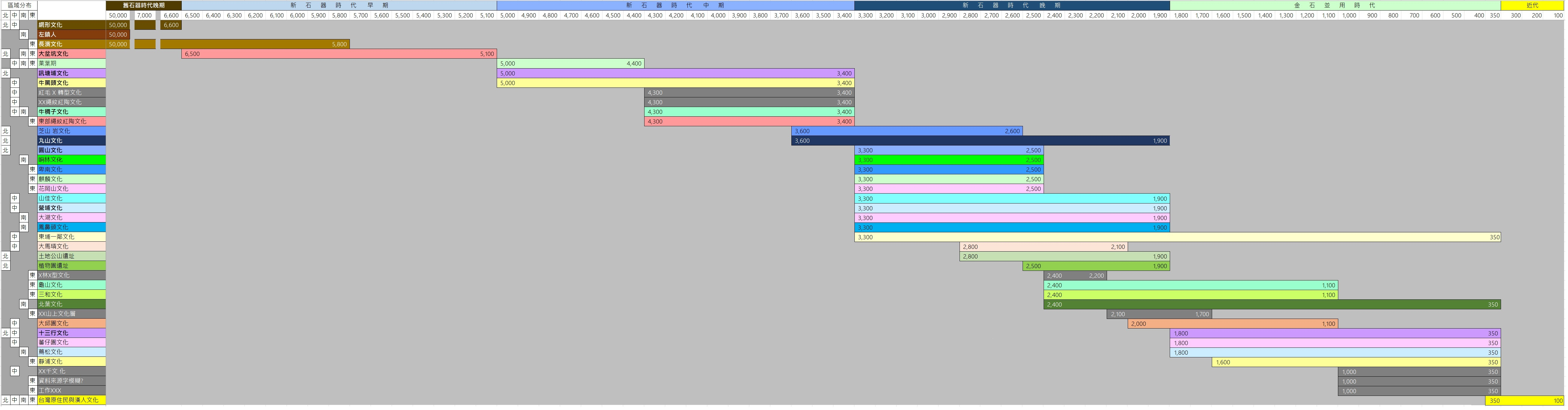
Класифікаційна статистика первісної історії Тайваню (від 50 000 до 100 років) (відтворено та зібрано з конспектів лекцій професора Лю Їчана)

В епоху пізнього палеоліту (приблизно 48 000 - 4 500 років тому на Тайвані) основними були кам’яні знаряддя, виготовлені з кованого каміння.
В епоху неоліту (з 4 500 р. до н. е. до 100 р. н. е. на Тайвані) основними заняттями були шліфування кам’яних знарядь і виготовлення кераміки.

## Північ

### Місто Цзілун
- Археологічна пам’ятка острова Хепін B (кит. 和平島B考古遺址; кит. пам. 和平B遺址; піньїнь Hépíng B Yízhǐ) (повітовий (міський) археологічний об'єкт) — включає археологічну пам’ятку Церкви Всіх Святих (кит.  諸聖教堂考古遺址; кит. пам. 諸聖教堂遺址; піньїнь Zhūshèng Jiào Táng Yízhǐ), а також рештки культур Сішен Вантао, Сюньтанпу, які можна простежити до 2000 р. до н. е., та Шисаньсін, Хань (епоха Цін), Жихе, голландського та іспанського панування [1] [2] [3] [4] [5] [6] .
- Археологічна пам’ятка Дашавань (кит. 大沙灣考古遺址; кит. пам. 大沙灣遺址; піньїнь Dàshāwān Yízhǐ) (повітовий (міський) археологічний об'єкт), на території якої виявлені рештки культур неоліту Сюньтанпу та Юаньшань і шар культури Шисаньсін залізного віку. Розташована памʼятка в районі Чжунчжен міста Цзілун [7] .
- Також на території повіту виявлені руїни французько-цінської війни (кит. 清法戰爭遺址; піньїнь Qīng-Fǎzhàn Zhēng Yízhǐ), памʼятка на Шеляо Тао (кит. 社寮島遺址; піньїнь Shèliáo Dǎo Yízhǐ), іспанське місто Сан-Сальвадор (кит. 聖薩爾瓦多城遺址; піньїнь  Shèng-Sàěrwǎduō Chéng Yízhǐ), де першим шаром розташовувалося голландське місто Північна Голландія (кит. 北荷蘭城; піньїнь Běi Hélán Chéng).

### Місто Тайбей
- Пам’ятка Юаньшань (кит. 圓山遺址; піньїнь Yuánshān Yízhǐ) (національний археологічний об'єкт, для датування якого використано радіовуглецеве, стратиграфічне та абсолютне датування, що підтверджує вік археологічних шарів), яка включає рештки культур, Дабенькен (приблизно 3500 – 2500 рр. до н. е. – включно з культурним шаром Шенвеньтао пізній палеоліт – 4000 років до н. е. та між 4000 і 3000 роками до н. е. [8] ), Сюньтанпу (приблизно 2500 – 1600 рр. до н. е. або 2500 – 1500 рр. до н. е.), Чжишаньянь (1600 – 1000 рр. до н. е.), Юаньшань (1200 – 300 рр. до н. е. або 1200 – 800 рр. до н. е.), Чжиуюань (500 р. до н. е. — 200 р. н. е. або 800 р. до н. е. — 200 р. н. е.), пізній період Шисаньсін (приблизно 1000 р. н. е. або між 200 — 1600 рр. н. е.). Були розкопані гори сміття, каміння, нефриту, кераміки, кістяні роги, дерев'яні посудини та поховання. Розташований у районі Чжуншань міста Тайбей. Сусідня стоянка — памʼятка Чжишаньянь [9]
- Пам’ятка Чжишаньянь (кит. 芝山岩遺址) (муніципальний археологічний об’єкт), на якому виявлені рештки культур Дабенькен (приблизно 3500 – 2500 рр. до н. е. або 4000 – 3000 рр. до н. е.), Сюньтанпу (2500 – 1600 рр. до н. е. або 2500 – 1500 рр. до н. е.), Чжишаньянь (1600 – 1000 рр. до н. е.), Юаньшань (1200 – 300 рр. до н. е. або 1200 р. до н. е. – 200 р. н. е.), Чжиуюань (500 р. до н. е. – 200 р. н. е. або 800 р. до н. е.), Культура Хань (епоха Цін) (1620 - 1900 рр. н. е.). Розташований біля скелі Чжишань у районі Шілінь міста Тайбей.
- Пам'ятка Чжиуюань (кит. 植物園遺址; піньїнь Zhíwùyuán Yízhǐ) (від 500 р. до н. е. до 200 р. н. е. або між 800 р. до н. е. і  200 р. н. е.), де знайдені рештки однойменної культури, розташована поблизу дороги Наньхай і середньої школи Цзяньґо в місті Тайбей, пам'яток Ючекоу (кит. 油車口遺址; піньїнь Yóuchēkǒu Yízhǐ) в районі Даньшуй, Ґоутішань і Танді в районі Шулінь міста Новий Тайбей.
- Памʼятка Дачжи (кит. 大直遺址; піньїнь Dàzhí Yízhǐ) (місце розташування втрачено), влада міста Тайбей тимчасово включила деяку інформацію як «незадокументовані руїни».
- На території міста виявлені також наступні памʼятки: Менсяаймень (кит. 艋舺隘門遺址; піньїнь Měngxiáàimén Yízhǐ); Сісінь Чжуанцзи (кит. 西新庄子遺址; піньїнь Xīxīn Zhuāngzǐ Yízhǐ); Цяньтє Луцзюй (кит. 前鐵路局遺址; піньїнь Qiántiě Lùjú Yízhǐ); Дадао Ченшаньбу (кит. 大稻埕商埠遺址; піньїнь Dàdào Chéngshāngbù Yízhǐ); Шуйюань Сяоцуй (кит. 水源校區遺址; піньїнь Shuǐyuán Xiàoqū Yízhǐ), де знайдені рештки культури Шисаньсін; Шецзи (кит. 社子遺址; піньїнь Shèzǐ Yízhǐ); Шиуфень (кит. 十五份遺址; піньїнь Shíwǔfèn Yízhǐ), де виявлені залишки культури Чжиуюань.

### Новий Тайбей
- Пам’ятка Дабенькен (кит. 大坌坑遺址; піньїнь Dàbènkēng Yízhǐ) (національний археологічний об'єкт) містить численні культурні шари, зокрема культур Дабенькен (5000 – 3000 рр. до н. е.), Сюньтанпу, Юаньшань, Чжиуюань, Шисаньсін і сучасну Хань. Вона розташована у селі Фенґуй району Балі міста Новий Тайбей, поруч із памʼяткою Шисаньсін [10] .
- Пам’ятка Чжаньлуншань (кит. 斬龍山遺址, піньїнь Zhǎnlóngshān Yízhǐ) (муніципальний археологічний об’єкт) належить до типу пам’яток Тудігуншань культури Юаньшань (800 – 300 рр. до н. е.). Вона розташована в районі Тучен, міста Новий Тайбей [11] .
- Пам'ятка Ґоутішань (кит. 狗蹄山遺址, піньїнь Gǒutíshān Yízhǐ) (муніципальний археологічний об’єкт) належить до пізнього етапу культури Чжиуюань (пізній неоліт у місті Новий Тайбей, датований 200 р. до н. е. – 200 р. н. е.). Вона розташована на західній стороні початкової школи у районі Шулінь міста Новий Тайбей, на схилі на захід від дороги Даан [12] .
- Пам’ятка Тудігуншань (кит. 土地公山遺址, піньїнь Tǔdìgōngshān Yízhǐ) (муніципальний археологічний об'єкт) містить шари трьох культур: Сюньтанпу, пізню Юаньшань і Чжиуюань [13] .
- Пам'ятка Шисаньсін (кит. 十三行遺址, піньїнь Shísānxíng Yízhǐ) (національний археологічний об’єкт) нараховує археологічні шари трьох культур: Юаньшань, Шисаньсін і Хань. Вона розташована у селищі Дінґу району Балі міста Новий Тайбей, поруч із місцем перепису та сайтом Dazakeng [14] .
- Пам'ятка Шуйюань (кит. 水源校區遺址, піньїнь Shuǐyuánxiào Qū Yízhǐ) виявлена на території студентського кампусу, де були знайдені рештки культури Шисаньсін, сільськогосподарські угіддя часів династії Цін (культура Хань) і фундаменти будівель японського колоніального періоду на Тайвані (культура Жихе). Пам'ятка розташована на березі річки Сіньдянь у районі Чжунчжен міста Тайбей.
- Пам'ятка культури Чжиуюань (кит. 植物園文化遺址, піньїнь Zhíwùyuán Wénhuà Yízhǐ) (від 500 р. до н. е. до 200 р. н. е. або між 800 р. до н. е. і 200 р. н. е.) розташована поблизу дороги Наньхай і середньої школи Цзяньґо в місті Тайбей, біля пам'ятки Ючекоу в районі Даньшуй та Ґоутішань і Тудігуншань в районі Шулінь міста Новий Тайбей.
- Пам'ятка Сісіньчжуанцзи (кит. 西新庄子遺址, піньїнь Xīxīnzhuāngzǐ Yízhǐ), яка була виялена японськими вченими під час японського колоніального періоду на південному березі річки Цзілун. Міце її розташування точно не встановлено, але припускають, що розташовувалася на вулиці Біньцзян і дорозі Міньцзу та належить до культури Шисаньсін.
- Пам'ятка Їнпанькоу (кит. 營盤口遺址, піньїнь Yíngpánkǒu Yízhǐ), на якій розміщуються археологічні шари культур Юаньшань і Чжиуюань середнього та пізнього неоліту (територія розкопок серйозно пошкоджена). Ця ділянка розташована поблизу дороги Чжунчжен мікрорайону Їнпань району Сіньчжун міста Новий Тайбей [15] .
- Пам'ятка Шибафень (кит. 十八份遺址, піньїнь Shíbāfèn Yízhǐ), яка розташована в мікрорайоні Даньфенлі району Сіньчжун міста Новий Тайбей, на південь від якого знаходиться пам'ятка Їнпанькоу.
- Пам'ятка Дінпіцзяо (кит. 頂埤角遺址, піньїнь Dǐngpíjiǎo Yízhǐ), яка знаходиться в мікрорайоні Хуейлун, що розташований в районах Сіньчжун та Шулінь міста Новий Тайбей і районі Ґуйшань міста Таоюань [16] .
- На території міста виявлені також наступні памʼятки: Ючекоу (кит. 油車口遺址, піньїнь Yóuchēkǒu Yízhǐ), Таньді (кит. 潭底遺址, піньїнь Tándǐ Yízhǐ), Нейляо (кит. 內寮遺址, піньїнь Nèiliáo Yízhǐ), Їчжи (кит. 鶯歌遺址, піньїнь Yízhǐ), Даньшуй Цехоушо (кит. 淡水測候所遺址, піньїнь Dànshuǐ Cèhòusuǒ Yízhǐ), Цзяньшань (кит. 尖山遺址, піньїнь Jiānshān Yízhǐ), Піндіншань (кит. 平頂山遺址, піньїнь Píngdǐngshān Yízhǐ), Хуцзишань (кит. 虎子山遺址, піньїнь Hǔzǐshān Yízhǐ), Цзянтоу (кит. 江頭遺址, піньїнь Jiāngtóu Yízhǐ), Юаньшаньцзи (кит. 員山子遺址, піньїнь Yuánshānzi Yízhǐ), де знайшли рештки культур Юаньшань, Сішен Ваньтао, Сіньпу (кит. 新埔遺址, піньїнь Xīnpǔ Yízhǐ), де виявили останки культури Юаньшань

### Таоюань
- Пам’ятка Даюань Цзяньшань (кит. 大園尖山遺址, піньїнь Dàyuán Jiānshān Yízhǐ) (муніципальний археологічний об’єкт) належить до другого археологічного шару пізньої культури Юаньшань і культури Чжиуюань. Вона розташована у районі Східного парку району Даюань міста Таоюань [17] .
- Пам'ятка Хутоушань Ґунюань (кит. 虎頭山公園遺址, піньїнь Hǔtóushān Gōngyuán Yízhǐ) належить до культури Чжиуюань (800 р. до н. е.) [18] [19]. Ця пам'ятка розташована у районі «Дитячий рай» парку Хутоушань у районі Таоюань міста Таоюань.
- Пам'ятка Ґосі (кит. 過溪遺址, піньїнь Guòxī Yízhǐ), місце розташування якої втрачено та знищено внаслідок реконструкції житлових будинків, належить до періоду раннього або середнього неоліту (від 3000 до 1000 рр. до н. е.). Ця стоянка розташована в районі Ґуйшань міста Таоюань .
- Пам'ятка Жуншуся (кит. 榕樹下遺址, піньїнь Róngshùxià Yízhǐ) виявлена в районі Сіньу міста Таоюань [20] .
- Пам'ятка Цаоло (кит. 草漯遺址, піньїнь Cǎoluò Yízhǐ) (також відома як пам'ятка Ціншань (кит. 青山遺址, піньїнь Qīngshān Yízhǐ) розташована на території початкової школи селища Шулінь району Ґуаньїнь міста Таоюань [21] [22].
- Пам'ятка Тацзяо (кит. 塔腳遺址, піньїнь Tǎjiǎo Yízhǐ) розташовані в селищі Тацзяо району Гуаньїнь міста Таоюань.
- Пам'ятка Гаої (кит. піньїнь Gāoyì Yízhǐ), на якій знайдено кам’яні підвіски-сітки, прялки, кам’яні тесла, точильні камені, увігнуті камені, кам’яні сокири, мотики та інші предмети. Вона розташована в районі біля верхів’їв долини річки Дахань у місті Таоюань (Церква Гаої, район Фусін).
- Ґуйшаньґосі (кит. 龜山過溪遺址, пінїнь Guīshānguòxī Yízhǐ).
- Сяцо (кит. 下厝遺址, піньїнь Xiàcuò Yízhǐ).
- Суну (кит. 宋屋遺址, піньїнь Sòngwū Yízhǐ).
- Футаньґун (кит. 福譚宮遺址, піньїнь Fútángōng Yízhǐ).
- Чжуану (кит. 莊屋遺址, піньїнь Zhuāngwū Yízhǐ).
- Цідін (кит. 崎頂遺址, піньїнь Qídǐng Yízhǐ).
- Тоуляо (кит. 頭寮遺址, піньїнь Tóuliáo Yízhǐ).
- Саньбаньцяо (кит. 三板橋遺址, піньїнь Sānbǎnqiáo Yízhǐ).
- Сінейчжа (кит. 西內柵遺址, піньїнь Xīnèizhà Yízhǐ).
- Кенді (кит. 坑底遺址, піньїнь Kēngdǐ Yízhǐ).
- Вейляо (кит. 尾寮遺址, піньїнь Wěiliáo Yízhǐ).
- Сяньцен (кит. 三層遺址, Sāncéng Yízhǐ).
- Чжунчжуан (кит. 中莊遺址, піньїнь Zhōngzhuāng Yízhǐ).
- Утуку (кит. 烏塗窟遺址, Wūtúkū Yízhǐ).
- Шаншитунь (кит. 上石屯遺址, піньїнь Shàngshítún Yízhǐ).
- Юаньшулінь (кит. 員樹林遺址, піньїнь Yuánshùlín Yízhǐ).
- Шуліньхайкоу (кит. 樹林海口遺址, піньїнь Shùlínhǎikǒu Yízhǐ).
- Дакекань (кит. 大嵙崁遺址, піньїнь Dàkēkàn Yízhǐ).
- Муу (кит. 木屋遺址, Mùwū Yízhǐ).
- Хеймаочжундуй (кит. 黑貓中隊遺址, піньїнь Hēimāo Zhōngduì Yízhǐ).

### Повіт і місто Синьчжу
- Памʼятка Наньґан (кит.  南港遺址, піньїнь Nángǎng Yízhǐ) включає фрагменти кераміки та пагорби сміття. Вона розташована поблизу селища Наньган району Сяншань міста Сіньчжу [23] .
- Памʼятка Хунмаоґан (кит. 紅毛港遺址, піньїнь Hóngmáogǎng Yízhǐ) відноситься до середнього неоліту (подібно до культури Нюматоу в центральному Тайвані - між 2000 і 1000 рр. до н. е.). Серед розкопаних решток знайшли червону, коричневу, світло-коричневу кераміку зі шнуровим візерунком, заповнену піском, і кам’яні знаряддя, такі як сокири, мотики, тесла, скребки та увігнуті камені. Памʼятка розташовується від гирла річки Деньшуй до гирла річки Хоулонг в окрузі Мяолі  [24] [25] .
- Памʼятка Наньшань (кит. 南山遺址, піньїнь Nánshān Yízhǐ).
- Памʼятка Дунґуан (кит.  東光遺址, піньїнь Dōngguāng Yízhǐ).
- Памʼятка Нейлі (кит.  內立遺址, піньїнь Nèilì Yízhǐ).
- Люмінчуаньтєлу (кит. 劉銘傳鐵路遺址, піньїнь Liúmíngchuántiělù Yízhǐ).

## Центр

### Повіт Мяолі
- Пам'ятка Боґунлун (кит. 伯公壟遺址, піньїнь Bógōnglǒng Yízhǐ) епохи палеоліту
- Пам'ятка Юаньлі (кит. 苑裡遺址, піньїнь Yuànlǐ Yízhǐ): Юаньдун, міська громада Юаньлі
- Пам'ятка Хоулунді (кит. 後龍底遺址, піньїнь Hòulóngdǐ Yízhǐ): Лункен, міська громада Хоулун
- Пам'ятка Сіньґан (кит. 新港遺址, піньїнь Xīngǎng Yízhǐ)
- Пам'ятка Шанцзя (кит. 山佳遺址, піньїнь Shānjiā Yízhǐ): міська громада Чжунань
- Пам'ятка Мяоліґуйшань(кит. 苗栗龜山遺址, Miáolìguīshān Yízhǐ)

### Місто Тайчжун
- Пам'ятка Фаньцзиюань (кит. 番仔園遺址, піньїнь Fānzǐyuán Yízhǐ), на якій виявлені залізні ножі та поховання подібні до культури Пейнань. Також знайдено кераміку (сірого та чорного кольору), небагато кам’яних знарядь, насипи сміття, кістяні роги, скляні браслети, скляні та агатові намистини. Вона розташована приблизно 100 метрів над рівнем моря.
- Пам'ятка Їнпу (кит. 營埔遺址, піньїнь Yíngbù Yízhǐ), на якій проводилися розкопки з 23 серпня по 18 жовтня 1999 року, і було знайдено кераміку, нефритові прикраси, кам'яні інструменти та інші предмети. Розташована вона в селищі Їнпу району Даду міста Тайчжун, на північному березі притоки річки Даду (річка У) (приблизно 23 - 25 метрів над рівнем моря) [26].
- Пам'ятка Нюматоу (кит. 牛罵頭遺址, піньїнь Niúmàtóu Yízhǐ) (муніципальний археологічний об’єкт), жителі якої займалися землеробством, рибальством та полюванням. Ця пам'ятка включає культури Нюматоу (2500 – 1400 рр. до н. е.) і Їнпу в доісторичний період. Також виявлено залишки культур Дабенькен, Фаньцзиюань, Сішан Ваньтао. Розташована пам'ятка у парку Аофеншань району Ціншуй міста Тайчжун [27] .
- Пам'ятка Ціцзявань (кит. 七家灣遺址, піньїнь Qījiāwān Yízhǐ) (муніципальний археологічний об’єкт), жителі якої займалися землеробством, рибальством та полюванням. Серед розкопаних об’єктів виявлені кам’яні гробниці, сірого, чорного та помаранчевого кольору кераміка з дрібним піском, також глиняна кераміка, кам’яні знаряддя (сокири, мотики, наконечники стріл, тесла, долота), гончарні ляльки, прядки, рифлені кам’яні прути, підвіски з сітки, залізні, скляні вироби, вироби з нефриту, диски. Ця пам’ятка має кілька культурних шарів, зокрема культур Шисаньсін, Пуловань Лейсін. Нижній шар належить до періоду середнього та пізнього неоліту (приблизно 2300 – 600 рр. до н. е.). Верхній шар належить до пізньої періоду, коли разом використовувалися металеві знаряддя праці та епіграфіка (800 - 1600 р. н. е.). Пам'ятка розташована у селищі Улін району Хепін міста Тайчжун, поруч із пам'яткою Ліньцзіньлєце (пам'ятка Цзявань II)[28].
- Пам'ятка Чжилесі (кит. 志樂溪遺址, піньїнь Zhìlèxī Yízhǐ), група структурних руїн кам’яних будинків, розташованих біля гір Сюешань та Хошишань. Наразі виявлено руїни на найвищій висоті. Роки існування - 1362 - 1470 рр. н .е. Пам'ятка відноситься до пізнього залізного віку і пов’язана з культурою Ґуґуань, яка в основному була поширена в середній і верхній течії річки Дацзя. [29]
- Пам'ятка Хуейлай (кит. 惠來遺址, піньїнь Huìlái Yízhǐ)(муніципальний археологічний об’єкт) належить до трьох культур - Нюматоу, Їнпу, Фаньцзиюань і Хань. Роки існування - 1600 р. до н. е. - 1900 р. н. е.), розташована у селищі Хуеймінь району Сітунь міста Тайчжун [30] .
- Пам'ятка Ціншуйчжунше (кит. 清水中社遺址, піньїнь Qīngshuǐzhōngshè Yízhǐ) (муніципальний археологічний об’єкт) належить до культури Фаньцзиюань. Розташована в селищі Сіньї району Ціншуй міста Тайчжун, неподалік від пам'яток Нюматоу та Шекоу [31] .
- Пам'ятка Аньхелу (кит. 安和路遺址, піньїнь Ānhélù yízhǐ) (муніципальний археологічний об’єкт) належить до трьох культур епохи неоліту: культури Дабенькен, Нюматоу, Сішен Ваньтао та Хань. Розташований у селищі Фухе району Сітунь [32] .
- Пам'ятка Мацибу (кит. 麻糍埔遺址, піньїнь Mácíbù Yízhǐ) (муніципальний археологічний об’єкт) багата доісторичними залишками та належить до трьох культур Нюматоу, Їнпу та Фаньцзиюань. Розташована у мікрорайонах Чженьпін та Цзіфенле району Наньтунь [33] .
- Пам'ятка Сідадунь (кит. 西大墩遺址, піньїнь Xīdàdūn Yízhǐ) (муніципальний археологічний об’єкт) належить до культур Нюматоу (2250 – 1880 рр. до н. е.), культури Фаньцзиюань (280 – 700 р. н. е.) та Хань (1880 р. до н. е. - 1700 р. н. е.) та ін. Існує припущення, що це був політичний або релігійний центр культури Нюматоу. Пам'ятка розташована у мікрорайоні Фуде району Сітунь міста Тайчжун [34] .
- Пам'ятка Дінцзяоцзи (кит. 頂橋仔遺址, піньїнь Dǐngqiáozī Yízhǐ), на якій виявлено культури Нюматоу, Сішен Ваньтао, Їнпу, Фаньцзиюань, Хань та Жихе.
- Фаньпочжуань (кит. 番婆庄遺址, піньїнь Fānpózhuāng Yízhǐ)

### Повіт Чжанхуа
- Пам'ятка Нюбу (кит. 牛埔遺址, піньїнь Niúbù Yízhǐ) (муніципальний археологічний об’єкт) належить до культур - Дабенькен, Нюматоу, Їнпу та Фаньцзиюань. Розташована в районі Тайфен міста Чжанхуа [35] .
- Пам'ятка Баґуашань (кит. 八卦山遺址, піньїнь Bāguàshān Yízhǐ)
- Пам'ятка Шанкуайґуань (кит. 上快官遺址, піньїнь Shàngkuàiguān Yízhǐ) належить до культури Їнпу. Вона розташована на півдні селища Куайгуаньлі.
- Пам'ятка Куайґуань (кит. 快官遺址, піньїнь Kuàiguān Yízhǐ) має щось спільне з культурним шаром стоянки Шанкуайґуань, розташована на сході Куайгуаньлі.
- Пам'ятка Шипайлі (кит. 石牌里遺址, піньїнь Shípáilǐ Yízhǐ)

### Повіт Юньлінь
- Пам'ятка Дапіндін (Ґукен) (кит. 大坪頂遺址 (古坑), піньїнь Dàpíngdǐng Yízhǐ (Gǔkēng)) (муніципальний археологічний об’єкт), на якій знайшли рештки культур Їнпу та Сішен Ваньтао. Вона розташована у районі Ціпаньцо селища Ґукен повіту Юньлінь [36] .
- Пам'ятка Ґубеньґан (кит. 古笨港遺址, піньїнь Gǔbèngǎng Yízhǐ) (муніципальний археологічний об’єкт) належить до культурного шару Хань часів династії Цін, іноді трапляються рештки періоду японської окупації (культтура Жихе). Розташована біля річки Бейґан повіту Юньлінь [37] .
- Пам'ятка Юньліньканьдін (кит. 雲林崁頂遺址, піньїнь Yúnlínkàndǐng Yízhǐ)
- Пам'ятка Каньдін (кит. 崁頂遺址, піньїнь Kàndǐng Yízhǐ): село Фенжун селища Луньбей [38]
- Пам'ятка Фенжун (кит. 豐榮遺址, піньїнь Fēngróng Yízhǐ) Сайт Fengrong: село Фенжун селища Луньбей
- Пам'ятка Лейцо (кит. 雷厝遺址, піньїнь Léicuò Yízhǐ): село Лейцо селища Майляо [39]
- Пам'ятка Шицоляо (кит. 施厝寮遺址, піньїнь Shīcuòliáo Yízhǐ): село Шицоляо селища Майляо [40]

### Повіт Наньтоу
- Пам'ятка Цюйбін (кит. 曲冰遺址, піньїнь Qūbīng Yízhǐ) (національний археологічний об'єкт) належить до періоду середнього неоліту – залізного віку та відноситься до культур Дамалінь. Пам'ятка існувала протягом 700 р. до н. е. - 1000 р. н. е. Вона розташована на річці в селі Ваньфен сільської громади Женьай повітового міста Наньтоу [41] .
- Пам'ятка Шуйваку (кит. 水蛙窟遺址, піньїнь Shuǐwākū Yízhǐ) (муніципальний археологічний об’єкт), яка датується 1600-400 рр. до н. е. Було розкопано велике поселення та цвинтар. Пам'ятка розташована в мікрорайоні Шиґанкен міста Булі та біля пам'ятки Дамалінь [42] .
- Пам'ятка Дамалінь (кит. 大馬璘考古遺址, піньїнь Dàmǎlín Yízhǐ) (муніципальний археологічний об’єкт) є місцем існування однойменної культури. Вона розташована у районі Дамалінь міста Булі і поруч з пам'яткою Шуйваку[43] .
- Пам'ятка Фудінцзінь (кит. 覆鼎金遺址, піньїнь Fùdǐngjīn Yízhǐ) (муніципальний археологічний об’єкт).
- Пам'ятка Цаосєдунь (кит. 草鞋墩遺址, піньїнь Cǎoxiédūn Yízhǐ), на якій було знайдено багато керамічних виробів, кам’яних ножів, сокир, наконечників стріл та інших речей, котрі датуються приблизно 2000 р. до н. е. Розташована пам'ятка в мікрорайоні Дуньхелі міста Каотун повіту Наньтоу.
- Пам'ятка Дунбу-Їлінь І (кит. 東埔一鄰遺址, піньїнь Dōngbù-Yīlín І Yízhǐ) розташована в селі Дунбу сільської громади Сіньї повіту Наньтоу. Пам'ятка датується 1000 р. н. е. Пробні розкопки проводилися з лютого по грудень 1987 року [44] [45] . Було виявлено два типи культурних шарів. Один — культури Хань (розкопано синю та білу порцеляну, тверду кераміку народу Хань, монети династії Цін тощо). Другий — доісторичний культурний шар. Більшість виявлених уламків кераміки — це проста кераміка червонувато-коричневого кольору з піском, а також кілька кам’яних знарядь у формі сокир і мотик.
- Стародавня дорога Батунґуань (кит. 八通關古道, піньїнь Bātōngguān Gǔdào)
- Пам'ятка Сюаньґуан Си Сяфан (кит. 玄光寺下方遺址, піньїнь Xuánguāng Sì Xiàfāng Yízhǐ)

## Південь

### Район Цзяї

#### рівнинна місцевість
Чотири пам'ятки Тадао Кано (1942) (кит. 鹿野忠雄四處遺址) 
- Пам'ятка Юйляо (кит. 魚寮遺址, піньїнь Yúliáo Yízhǐ) в місті Тайбао (муніципальний археологічний об’єкт), віднесена до періоду середнього неоліту, де знайдено рештки культур Сішан Ваньтао, Нючоузі (2500 – 1500 рр. до н. е.). Верхній шар належать до пізнього неоліту, культури Даху типу Юляо (0 р. н. е.). Пам'ятка розташована у районі Байґецо міста Тайбао (200 метрів від поселенням Юляо) [47] .
- Пам'ятка Байґецо (кит. 白鴿厝遺址, піньїнь Báigēcuò Yízhǐ) (місцезнаходження втрачено)
- Пам'ятка Шуйшан (кит. 水上遺址, піньїнь Shuǐshàng Yízhǐ) (місце розташування втрачено)
- Пам'ятка Чайтоуґан (кит. 柴頭港遺址, піньїнь Cháitóugǎng Yízhǐ) (місце розташування втрачено)
- Пам'ятка Нюдоушань (кит. 牛斗山遺址, піньїнь Niúdǒushān Yízhǐ) у містечку Сіньґан (середній неоліт, 2500 – 1500 рр. до н. е.)
- Пам'ятка Сячжуанвей (кит. 下庄尾遺址, піньїнь Xiàzhuāngwěi Yízhǐ) (залізний вік, «тип Дунюань», 0 р. н. е. – 1600 р. н. е. або 500 – 1700 рр. н. е.)
- Пам'ятка Даґе (кит. 大葛遺址, піньїнь Dàgé Yízhǐ) (селище Даґелі міста Пуцзи) (кількість рідкісна, не має цінності для збереження)

#### гірські території
- Пам'ятки району Ценвеньсі (кит. 曾文溪地區各遺址, піньїнь Céngwénxī Dì Qūgè Yízhǐ) (пізній неоліт, 1000 р. до н. е. – 0 р. н. е.)
- Пам'ятка парку Ван (кит. 王公園遺址, піньїнь Wáng Gōngyuán Yízhǐ) у сільській громаді Чжуці (епоха пізнього неоліту, 1000 р. до н. е. – 0 р. н. е.)
- Пам'ятка Хотаньбуцзи (кит. 火炭埔子遺址, піньїнь Huǒtànbùzi Yízhǐ) у сільській громаді Чжуці (залізний вік, «тип Дунюань» 0 - 400 рр. н. е. або 500 - 1700 рр. н. е.)
- Пам'ятка на фермі Цзяї (кит. 嘉義農場遺址, піньїнь Jiāyì Nóngchǎng Yízhǐ) у сільській громаді Дабу (епоха пізнього неоліту, 1000 р. до н. е. – 0 р. н. е.)
- Пам'ятка села Дабу (кит. 大埔村遺址, піньїнь Dàbù Cūn Yízhǐ)у сільській громаді Дабу (епоха пізнього неоліту, 1000 р. до н. е. – 0 р. н. е.)
- Пам'ятка Баньтяньянь (кит. 半天巖遺址, піньїнь Bàntiānyán Yízhǐ) (епоха пізнього неоліту, 1000 р. до н. е. – 0 р. н. е.)

#### Алішанський район
Культура Їцзіяна (кит. 伊吉亞那下層文化, піньїнь Yījíyǎnà Xiàcéng Wénhuà) (середній неоліт, близько 1800 р. до н. е.)     .
- Пам'ятка Їцзіяна(кит. 伊吉亞那遺址, піньїнь Yījíyǎnà Yízhǐ) (село Дапаньґу, кит. 達邦村)
- Пам'ятка Чжимудаоши (кит. 知母嘮社遺址, піньїнь Zhīmǔláoshè Yízhǐ) (село Дабан, кит. 達邦村)
- Пам'ятка Тамаяна (англ. Tamayana)
- Пам'ятка Тайпікана (англ. Taipicana) (село Чашань, кит. 茶山村)
- Пам'ятка Ваїво (кит. 瓦伊窩遺址, піньїнь Wǎyīwō Yízhǐ) (село Леє, кит. 樂野村)
- Пам'ятка Теова (англ. Teova) (село Дабан, кит. 達邦村)
- Пам'ятка Дабанше (кит. 達邦社遺址, піньїнь Dábāngshè Yízhǐ) (село Дабан, кит. 達邦村)
- Пам'ятка Ніяхоуса (кит. 尼雅后薩遺址, піньїнь Níyǎhòusà Yízhǐ) (село Сіньмей, кит. 新美村)
- Пам'ятка Каям-Авана (англ. Cayam-avana) (село Чашань, кит. 茶山村)
- Пам'ятка Єбіябі (кит. 耶比亞畢遺址, піньїнь Yébǐyǎbì Yízhǐ) (село Сіньмей, кит. 新美村)
- Пам'ятка Татапанкоу (англ. Tatapancou)
- Пам'ятка Дабутеань (кит. 達布特安遺址, піньїнь Dábùtèān Yízhǐ)
- Пам'ятка Бейо (англ. Beiyo)
- Пам'ятка Бейцзише (кит. 悖仔社遺址, піньїнь Bèizǐshè Yízhǐ)
- Пам'ятка Ліцзя (кит. 里佳遺址, піньїнь Lǐjiā Yízhǐ)
- Пам'ятка Чжуцзяоше (кит. 竹腳社遺址, піньїнь Zhújiǎo Yízhǐ)
- Пам'ятка Їмучжу (кит. 伊姆諸遺址, піньїнь Yīmǔzhū Yízhǐ)

### Місто Тайнань

#### Район Сіньїн
- Пам'ятка Хоучжень (кит. 後鎮遺址, піньїнь Hòuzhèn Yízhǐ)
- Пам'ятка Сіньїнь-Ґоґан (кит. 新營·過港遺址, піньїнь Xīnyíng-Guògǎng Yízhǐ)
- Пам'ятка Цайляо І (кит. 菜寮І遺址, піньїнь Càiliáo І Yízhǐ)
- Пам'ятка Цайляо ІІ (кит. 菜寮ІІ遺址, піньїнь Càiliáo ІІ Yízhǐ)

#### засоленні території
- Пам'ятка Яньшуйґан (кит. 鹽水港遺址, піньїнь Yánshuǐgǎng Yízhǐ)
- Пам'ятка Фаньцзиляо (кит. 番子寮遺址, піньїнь Fānziliáo Yízhǐ)
- Пам'ятка Хоуляо (кит. 後寮遺址, піньїнь Hòuliáo Yízhǐ)
- Пам'ятка Яньшуй-Фаньцзиляо (кит. 鹽水·番子寮遺址, піньїнь Yánshuǐ·Fānziliáo Yízhǐ)
- Пам'ятка Яньшуй-Туку (кит. 鹽水·土庫遺址, піньїнь Yánshuǐ·Tǔkù Yízhǐ)

#### Район Байхе
- Пам'ятка Сіньцо (кит. 新厝遺址, піньїнь Xīncuò Yízhǐ)
- Пам'ятка Сясюю (кит. 下秀祐遺址, піньїнь Xiàxiùyòu Yízhǐ)
- Пам'ятка Паоцзиюань (кит. 匏子園遺址, піньїнь Páoziyuán Yízhǐ)
- Пам'ятка Сішивей (кит. 西勢尾遺址, піньїнь Xīshìwěi Yízhǐ)
- Пам'ятка Кечжуанней (кит. 客庄內遺址, піньїнь Kèzhuāngnèi Yízhǐ)
- Пам'ятка Байхе-Дапу (кит. 白河·大浦遺址, піньїнь Báihé·Dàpǔ Yízhǐ)
- Пам'ятка Діншаньцзицзяо (кит. 頂山子腳遺址, піньїнь Dǐngshānzijiǎo Yízhǐ)
- Пам'ятка Цяотоу (кит. 橋頭遺址, піньїнь Qiáotóu Yízhǐ)
- Пам'ятка Шанцзядун (кит. 上茄苳遺址, піньїнь Shàngjiādōng Yízhǐ)
- Пам'ятка Бейхе-Шуйкубадін (кит. 白河水庫壩頂遺址, піньїнь Báihé-Shuǐkùbàdǐng Yízhǐ)
- Пам'ятка Бейхе-Шуйку (кит. 白河水庫遺址, піньїнь Báihé-Shuǐkù Yízhǐ)
- Пам'ятка Ліньцзиней (кит. 林子內遺址, піньїнь Línzinèi Yízhǐ)
- Пам'ятка Яньцянь (кит. 岩前遺址, піньїнь Yánqián Yízhǐ)
- Пам'ятка Бейхе-Шецзикен (кит. 白河·檨子坑遺址, піньїнь Báihé·Shēzikēng Yízhǐ)
- Пам'ятка Дінбу (кит. 頂埔遺址, піньїнь Dǐngbù Yízhǐ)
- Пам'ятка Каньцзитоу (кит. 崁子頭遺址, піньїнь Kànzitóu Yízhǐ)

#### Район Люїн
- Пам'ятка Балаоє (кит. 八老爺遺址, піньїнь Bālǎoyé Yízhǐ)
- Пам'ятка Ґуйцзиґан (кит. 龜子港遺址, піньїнь Guīzǐgǎng Yízhǐ)
- Пам'ятка Веньцобу (кит. 溫厝廍遺址, піньїнь Wēncuòbù Yízhǐ)
- Пам'ятка Сяоцзяотуй (кит. 小腳腿遺址, піньїнь Xiǎojiǎotuǐ Yízhǐ)
- Пам'ятка Уцзюньїн (кит. 五軍營遺址, піньїнь Wǔjūnyíng Yízhǐ)
- Пам'ятка Дінво (кит. 頂窩遺址, піньїнь Dǐngwō Yízhǐ)
- Пам'ятка Тайкан (кит. 太康遺址, піньїнь Tàikāng Yízhǐ)
- Пам'ятка Ґоїхоу (кит. 果毅後遺址, піньїнь Guǒyìhòu Yízhǐ)

#### Район Хоубі
- Пам'ятка Цзінляо ІІ (кит. 菁寮II遺址, піньїнь Jīngliáo II Yízhǐ)
- Пам'ятка Хоубі-Юйляо(кит. 後壁·魚寮遺址, піньїнь Hòubì-Yúliáo Yízhǐ)
- Пам'ятка Хоубі-Байшатунь (кит. 後壁·白沙屯遺址, піньїнь Hòubì-Báishātún Yízhǐ)
- Пам'ятка Ляоцзи (кит. 寮子遺址, піньїнь Liáozǐ Yízhǐ)
- Пам'ятка Хоубі-Ушулінь (кит. 後壁·烏樹林遺址, піньїнь Hòubì-Wūshùlín Yízhǐ)
- Пам'ятка Сяляо (кит. 下寮遺址, піньїнь Xiàliáo Yízhǐ)
- Пам'ятка Чжувейхоу (кит. 竹圍後遺址, піньїнь Zhúwéihòu Yízhǐ)
- Пам'ятка Шанцзядун (кит. 上茄苳遺址, піньїнь Shàngjiādōng Yízhǐ)

#### Район Дуншань
- Пам'ятка Дуншань-Мушань І (кит. 東山·木柵I遺址, піньїнь Dōngshān-Mùshān I Yízhǐ)
- Пам'ятка Дуншань-Мушань ІІ (кит. 東山·木柵II遺址, піньїнь Dōngshān-Mùshān IІ Yízhǐ)
- Пам'ятка Дуншань-Мушань ІІІ (кит. 東山·木柵III遺址, піньїнь Dōngshān-Mùshān IІІ Yízhǐ)
- Пам'ятка Дуншань-Цзюше (кит. 東山·舊社遺址, піньїнь Dōngshān-Jiùshè Yízhǐ)
- Пам'ятка Фаньше (кит. 番社遺址, піньїнь Fānshè Yízhǐ)
- Пам'ятка Аоцзицзяо (кит. 凹子腳遺址, піньїнь Āozijiǎo Yízhǐ)
- Пам'ятка Сюйсюцай (кит. 許秀才遺址, піньїнь Xǔxiùcái Yízhǐ)
- Пам'ятка Бейма (кит. 北馬遺址, піньїнь Běimǎ Yízhǐ)
- Пам'ятка Нючоубу (кит. 牛稠埔I遺址, піньїнь Niúchóubù І Yízhǐ)
- Пам'ятка Нючоубу (кит. 牛稠埔II遺址, піньїнь Niúchóubù ІІ Yízhǐ)
- Пам'ятка Фанцзилінь (кит. 枋子林遺址, піньїнь Fāngzilín Yízhǐ)
- Пам'ятка Цзібейшуа (кит. 吉貝耍遺址, піньїнь Jíbèishuǎ Yízhǐ)
- Пам'ятка Пінюаньцзи (кит. 坪園子遺址, піньїнь Píngyuánzǐ Yízhǐ)
- Пам'ятка Нюжоуці (кит. 牛肉崎遺址, піньїнь Niúròuqí Yízhǐ)
- Пам'ятка Дунюань (кит. 東原遺址, піньїнь Dōngyuán Yízhǐ)

#### Район Маду
- Пам'ятка Мадоушуйкутоу (кит. 麻豆水堀頭遺址, піньїнь Mádòushuǐkūtóu Yízhǐ) (муніципальний археологічний об’єкт)
- Пам'ятка Цяньбань (кит. 前班遺址, піньїнь Qiánbān Yízhǐ)
- Пам'ятка Сіляо (кит. 西寮遺址, піньїнь Xīliáo Yízhǐ)

#### Район Сяін
- Пам'ятка Хошаочжу (кит. 火燒珠遺址, піньїнь Huǒshāozhū Yízhǐ)
- Пам'ятка Мадоуляо (кит. 麻豆寮遺址, піньїнь Mádòuliáo Yízhǐ)

- Пам'ятка Сяїн-Шандімяо (кит. 下營·上帝廟遺址, піньїнь Xiàyíng-Shàngdìmiào Yízhǐ)
- Пам'ятка Юувей (кит. 右武衛遺址, піньїнь Yòuwǔwèi Yízhǐ)
- Пам'ятка Цяонань (кит. 橋南遺址, піньїнь Qiáonán Yízhǐ)
- Пам'ятка Сіляо (кит. 西寮遺址, піньїнь Xīliáo Yízhǐ)
- Пам'ятка Маоґанвей (кит. 茅港尾遺址, піньїнь Máogǎngwěi Yízhǐ)
- Пам'ятка Сяїн-Даган (кит. 下營·大港遺址, піньїнь Xiàyíng-Dàgǎng Yízhǐ)
- Пам'ятка Кайхуа (кит. 開化遺址, піньїнь Kāihuà Yízhǐ)

#### Район Люцзя
- Пам'ятка Люцзя-Чжунше (кит. 六甲·中社遺址, піньїнь Liùjiǎ-Zhōngshè Yízhǐ)
- Пам'ятка Цзінбуляо (кит. 菁埔寮遺址, піньїнь Jīngbùliáo Yízhǐ)
- Пам'ятка Шуйцілінь (кит. 水漆林遺址, піньїнь Shuǐqīlín Yízhǐ)
- Пам'ятка Цзючунцяо (кит. 九重橋遺址, піньїнь Jiǔchóngqiáo Yízhǐ)
- Пам'ятка Дацююань (кит. 大丘園遺址, піньїнь Dàqiūyuán Yízhǐ)
- Пам'ятка Люцзя-Ліндін (кит. 六甲·嶺頂遺址, піньїнь Liùjiǎ-Lǐngdǐng Yízhǐ)

#### Район Гуантян
- Пам'ятка Лунтяньчечжань (кит. 隆田車站遺址, піньїнь Lóngtiánchēzhàn Yízhǐ)
- Пам'ятка Ґуаньтяньцунь (кит. 官田村遺址, піньїнь Guāntiáncūn Yízhǐ)
- Пам'ятка Саньцзєї І (кит. 三結義I遺址, піньїнь Sānjiéyì І Yízhǐ)
- Пам'ятка Саньцзєї ІІ (кит. 三結義IІ遺址, піньїнь Sānjiéyì ІІ Yízhǐ)
- Пам'ятка Фаньцзитяньбей (кит. 番子田碑遺址, піньїнь Fānzǐtiánbēi Yízhǐ)
- Пам'ятка Наньбу (кит. 南廍遺址, піньїнь Nánbù Yízhǐ)
- Пам'ятка Лаошиюань (кит. 老師園遺址, піньїнь Lǎoshīyuán Yízhǐ)
- Пам'ятка Ґуаньтяньїнцюй (кит. 官田營區遺址, піньїнь Guāntiányíngqū Yízhǐ)
- Пам'ятка Ґомушань (кит. 國母山遺址, піньїнь Guómǔshān Yízhǐ)
- Пам'ятка Шуйчжифуюйцюй (кит. 水雉復育區遺址, піньїнь Shuǐzhìfùyùqū Yízhǐ)
- Пам'ятка Дасунці (кит. 大松崎遺址, піньїнь Dàsōngqí Yízhǐ)
- Пам'ятка Бацзилінь (кит. 拔子林遺址, піньїнь Bázilín Yízhǐ)
- Пам'ятка Дуцзитоу І (кит. 渡子頭I遺址, піньїнь Dùzitóu І Yízhǐ)
- Пам'ятка Дуцзитоу ІІ (кит. 渡子頭IІ遺址, піньїнь Dùzitóu ІІ Yízhǐ)
- Пам'ятка Дуцзитоу ІІІ (кит. 渡子頭IІІ遺址, піньїнь Dùzitóu ІІІ Yízhǐ)
- Пам'ятка Фендішань (кит. 鳳梨山遺址, піньїнь Fènglíshān Yízhǐ)
- Пам'ятка Сіньчжунюйцюй (кит. 新中營區遺址, піньїнь Xīnzhōngyíngqū Yízhǐ)
- Пам'ятка Ушаньтоу (кит. 烏山頭遺址, піньїнь Wūshāntóu Yízhǐ)
- Пам'ятка Ушаньтоусі (кит. 烏山頭西遺址, піньїнь Wūshāntóuxī Yízhǐ)
- Пам'ятка Ушаньтоушуйку (кит. 烏山頭水庫遺址, піньїнь Wūshāntóushuǐkù Yízhǐ)

#### Район Оуті
- Пам'ятка (кит. 大內遺址, піньїнь Yízhǐ)
- Пам'ятка (кит. 二重溪遺址, піньїнь Yízhǐ)
- Пам'ятка (кит. 頭社遺址, піньїнь Yízhǐ)

#### гірська місцевість
- Пам'ятка (кит. 山上遺址, піньїнь Yízhǐ)
- Пам'ятка (кит. 大莊遺址, піньїнь Yízhǐ)
- Пам'ятка (кит. 新庄遺址, піньїнь Yízhǐ)
- Пам'ятка (кит. 新庄II遺址, піньїнь Yízhǐ)
- Пам'ятка (кит. 牛稠埔遺址, піньїнь Yízhǐ)
- Пам'ятка (кит. 石子崎遺址, піньїнь Yízhǐ)
- Пам'ятка (кит. 山上·隙仔口遺址, піньїнь Yízhǐ)
- Пам'ятка (кит. 卓猴遺址, піньїнь Yízhǐ)

#### Район Юйцзін
- Пам'ятка (кит. 玉井橋遺址, піньїнь Yízhǐ)
- Пам'ятка (кит. 噍吧哖遺址, піньїнь Yízhǐ)
- Пам'ятка (кит. 玉井·山腳遺址, піньїнь Yízhǐ)
- Пам'ятка (кит. 鹿陶遺址, піньїнь Yízhǐ)
- Пам'ятка (кит. 內宵遺址, піньїнь Yízhǐ)
- Пам'ятка (кит. 厝尾遺址, піньїнь Yízhǐ)
- Пам'ятка (кит. 望明遺址, піньїнь Yízhǐ)
- Пам'ятка (кит. 芒子芒I遺址, піньїнь Yízhǐ)
- Пам'ятка (кит. 芒子芒II遺址, піньїнь Yízhǐ)
- Пам'ятка (кит. 沙子田遺址, піньїнь Yízhǐ)
- Пам'ятка (кит. 番子埤遺址, піньїнь Yízhǐ)
- Пам'ятка (кит. 斗六子舊社遺址, піньїнь Yízhǐ)

#### Район Наньсі
- Пам'ятка (кит. 楠西遺址, піньїнь Yízhǐ)
- Пам'ятка (кит. 楠西國小遺址, піньїнь Yízhǐ)
- Пам'ятка (кит. 楠西國中遺址, піньїнь Yízhǐ)
- Пам'ятка (кит. 內埔仔遺址, піньїнь Yízhǐ)
- Пам'ятка (кит. 灣丘遺址, піньїнь Yízhǐ)
- Пам'ятка (кит. 灣潭遺址, піньїнь Yízhǐ)
- Пам'ятка (кит. 王萊宅遺址, піньїнь Yízhǐ)
- Пам'ятка (кит. 照興遺址, піньїнь Yízhǐ)
- Пам'ятка (кит. 楠西·圓山遺址, піньїнь Yízhǐ)
- Пам'ятка (кит. 密枝遺址, піньїнь Yízhǐ)
- Пам'ятка (кит. 楠西·檨子坑遺址, піньїнь Yízhǐ)
- Пам'ятка (кит. 興北遺址, піньїнь Yízhǐ)
- Пам'ятка (кит. 頂湖遺址, піньїнь Yízhǐ)
- Пам'ятка (кит. 兩奶山遺址, піньїнь Yízhǐ)
- Пам'ятка (кит. 盧芝潭遺址, піньїнь Yízhǐ)
- Пам'ятка (кит. 濺尿仔遺址, піньїнь Yízhǐ)
- Пам'ятка (кит. 大林遺址, піньїнь Yízhǐ)

#### Район Наньхуа
- Пам'ятка (кит. 下牛埔遺址, піньїнь Yízhǐ)
- Пам'ятка (кит. 下牛埔II遺址, піньїнь Yízhǐ)
- Пам'ятка (кит. 四埔遺址, піньїнь Yízhǐ)
- Пам'ятка (кит. 南寮遺址, піньїнь Yízhǐ)
- Пам'ятка (кит. 南寮II遺址, піньїнь Yízhǐ)
- Пам'ятка (кит. 南寮III遺址, піньїнь Yízhǐ)
- Пам'ятка (кит. 春厝埔遺址, піньїнь Yízhǐ)
- Пам'ятка (кит. 蘇貞埔遺址, піньїнь Yízhǐ)
- Пам'ятка (кит. 望頂遺址, піньїнь Yízhǐ)
- Пам'ятка (кит. 鹽水坑遺址, піньїнь Yízhǐ)
- Пам'ятка (кит. 下頭仔遺址, піньїнь Yízhǐ)
- Пам'ятка (кит. 南仔腳遺址, піньїнь Yízhǐ)
- Пам'ятка (кит. 柚仔腳遺址, піньїнь Yízhǐ)
- Пам'ятка (кит. 楓仔坪遺址, піньїнь Yízhǐ)
- Пам'ятка (кит. 龜子頭遺址, піньїнь Yízhǐ)
- Пам'ятка (кит. 南化·灣丘遺址, піньїнь Yízhǐ)
- Пам'ятка (кит. 過嶺遺址, піньїнь Yízhǐ)
- Пам'ятка (кит. 大條埔遺址, піньїнь Yízhǐ)

#### Район Цзуожень
- Пам'ятка (кит. 菜寮溪遺址, піньїнь Yízhǐ)
- Пам'ятка (кит. 睦光遺址, піньїнь Yízhǐ)
- Пам'ятка (кит. 光和遺址, піньїнь Yízhǐ)

#### Район Цзялі
- Пам'ятка (кит. 北頭洋遺址, піньїнь Yízhǐ)
- Пам'ятка (кит. 佳通橋遺址, піньїнь Yízhǐ)
- Пам'ятка (кит. 佳龍橋遺址, піньїнь Yízhǐ)
- Пам'ятка (кит. 外渡頭遺址, піньїнь Yízhǐ)
- Пам'ятка (кит. 港墘子遺址, піньїнь Yízhǐ)

#### Район Вестпорт
- Пам'ятка (кит. 西港·土庫遺址, піньїнь Yízhǐ)
- Пам'ятка (кит. 西港·港東遺址, піньїнь Yízhǐ)
- Пам'ятка (кит. 佳中橋遺址, піньїнь Yízhǐ)

#### Район Цигу
- Пам'ятка (кит. 番子塭遺址, піньїнь Yízhǐ)
- Пам'ятка (кит. 鹽埕地遺址, піньїнь Yízhǐ)

#### Район Шаньхуа
- Пам'ятка (кит. 善化農會遺址, піньїнь Yízhǐ)
- Пам'ятка (кит. 北仔店遺址, піньїнь Yízhǐ)
- Пам'ятка (кит. 善化·社內遺址, піньїнь Yízhǐ)
- Пам'ятка (кит. 溪尾遺址, піньїнь Yízhǐ)
- Пам'ятка (кит. 曾文遺址, піньїнь Yízhǐ)
- Пам'ятка (кит. 座駕遺址, піньїнь Yízhǐ)
- Пам'ятка (кит. 和庄遺址, піньїнь Yízhǐ)
- Пам'ятка (кит. 善化·蓮池潭遺址, піньїнь Yízhǐ)
- Пам'ятка (кит. 半路店遺址, піньїнь Yízhǐ)
- Пам'ятка (кит. 大洲里埔遺址, піньїнь Yízhǐ)
- Пам'ятка (кит. 益民寮遺址, піньїнь Yízhǐ)
- Пам'ятка (кит. 益民寮II遺址, піньїнь Yízhǐ)
- Пам'ятка (кит. 火光頭遺址, піньїнь Yízhǐ)
- Пам'ятка (кит. 旗竿地遺址, піньїнь Yízhǐ)
- Пам'ятка (кит. 旗竿地北遺址, піньїнь Yízhǐ)
- Пам'ятка (кит. 柑港遺址, піньїнь Yízhǐ)
- Пам'ятка (кит. 木柵北遺址, піньїнь Yízhǐ)
- Пам'ятка (кит. 南關里遺址, піньїнь Yízhǐ)
- Пам'ятка (кит. 南關里東遺址, піньїнь Yízhǐ) (археологічна пам'ятка, визначена муніципалітетом).
- Пам'ятка (кит. 三抱竹遺址, піньїнь Yízhǐ)
- Пам'ятка (кит. 善化·左營遺址, піньїнь Yízhǐ)
- Пам'ятка (кит. 灣港南遺址, піньїнь Yízhǐ)
- Пам'ятка (кит. 右先方遺址, піньїнь Yízhǐ) (археологічний об’єкт, визначений муніципалітетом).
- Пам'ятка (кит. 右先方南I遺址, піньїнь Yízhǐ)
- Пам'ятка (кит. 右先方南II遺址, піньїнь Yízhǐ)
- Пам'ятка (кит. 月眉園遺址, піньїнь Yízhǐ)

#### новий міський район
- Пам'ятка (кит. 南科考古遺址, піньїнь Yízhǐ) Археологічні пам’ятки Нанке (зазвичай місця, знайдені в районі Нанке ), у тому числі:
  - Надгробок Пам'ятка (кит. 道爺古墓, піньїнь Yízhǐ) стародавньої гробниці Даоє (археологічний об’єкт, визначений муніципалітетом) було втрачено, і точний рік його заснування не може бути підтверджено. Проте супутні мідні монети (Ваньлі, Кансі Тунбао) та культурні реліквії поблизу, як вважають, належать до династії Цін. Він розташований у районі Даое району Сіньші міста Тайнань, поруч із місцем перепису населення та сайтом Даое (位於臺南市新市區道爺段，鄰近普查遺址，道爺遺址)  .
  - Пам'ятка (кит. 道爺南糖廍遺址, піньїнь Yízhǐ) На території південного цукрового заводу Даоє (археологічний об’єкт, визначений муніципалітетом), цукеркова фабрика була тимчасовою будівлею, яку було знесено після сезону виробництва цукру. Під час розкопок не було знайдено доказів, достатніх для визначення точного віку. Однак знайдені реліквії показали присутність товстохвостого Аньпін. Горщики та інші предмети є реліквіями ранньої та середини династії Цін і орієнтовно датовані приблизно 18 століттям. Південний район Даое розташований на південній стороні району Даое, а його культурні шари включають культуру Даху, культуру Сусон і сучасну культуру Хань. Він розташований у районі Даое району Сіньші міста Тайнань, поруч із місцем перепису та південним місцем Даое (位於臺南市新市區道爺段，鄰近普查遺址 ，道爺南遺址)  .
  - Пам'ятка (кит. 南關里東及右先方遺址, піньїнь Yízhǐ)Пам’ятки Нангуань Лідонг і Юсяньфан (муніципальні археологічні об’єкти), ділянка Нангуан Лідонг належить до типу фруктового листя культури Дазокенг (приблизно 4800–4200 років тому), а пам’ятка Юсяньфанг належить до типу Ніучоузі культури Ніучоузі (приблизно 4800–4200 років тому).Приблизно 3800–3300 років тому) і сідлоподібний тип культури Цутасіма (приблизно 1800–1400 років тому). Він розташований у районі Шанке району Шаньхуа, поруч із пунктами перепису населення, сайтом Нангуаньлі та сайтом Юсяньфан Наньї (位於善化區善科段，鄰近普查遺址 、南關里遺址、右先方南壹遺址)  .
  - Пам'ятка (кит. 五間厝南遺址, піньїнь Yízhǐ)(археологічна пам’ятка, визначена муніципалітетом), тип Ушаньтоу культури Даху (приблизно 2800–2000 років тому), тип Анзі культури Сусон (приблизно 1400–1000 років тому) і тип культури Сірая (приблизно 500-2000 років тому) 300 років). Він розташований у районі Сіньке району Сіньші, поруч із місцем перепису населення та сайтом Уцзянькуо (位於新市區新科段，鄰近普查遺址 ，五間厝遺址)  .
  - Пам'ятка (кит. 新市．木柵遺址, піньїнь Yízhǐ) (археологічний об’єкт, визначений муніципалітетом безпосередньо підпорядкований центральному уряду), який належить до сучасного типу культури Хань. Він розташований у районі Сіньке району Сіньші, неподалік від місць перепису, сайтів Мужасі та Ганган (位於新市區新科段，鄰近普查遺址 ，木柵西遺址、柑港遺址)  .
  - Пам'ятка (кит. 旗竿地遺址, піньїнь Yízhǐ) (археологічна пам’ятка, визначена муніципалітетом) належить до типу Вушаньтоу культури Даху, пізнього типу Цзисун культури Цзисун і сучасної культури Хань. Він розташований у районі Сіньцзін нового міського району, поруч із місцем перепису населення та сайтом Циган Дідун (位於新市區新晶段，鄰近普查遺址 ，旗竿地東遺址)  .
  - Пам'ятка (кит. 瘦砂遺址, піньїнь Yízhǐ)(археологічний об’єкт, визначений муніципалітетом) містить три шари доісторичних культурних реліквій. Верхній культурний шар належить до типу Анзі культури Цзисун, середній шар належить до типу Вушаньтоу культури Даху, а нижній шар належить до типу Даху культури Даху. Він розташований у районі Сіньцзін району Сіньші, неподалік від місця перепису населення та місця Даое. Руїни Даоенань (位於新市區新晶段，鄰近普查遺址 ，道爺遺址.道爺南遺址)  .

#### Район Андінг
- Пам'ятка (кит. 看西遺址, піньїнь Yízhǐ)
- Пам'ятка (кит. 港仔尾遺址, піньїнь Yízhǐ)
- Пам'ятка (кит. 船頭地遺址, піньїнь Yízhǐ)
- Пам'ятка (кит. 鄭拐北遺址, піньїнь Yízhǐ)
- Пам'ятка (кит. 牛尿港遺址, піньїнь Yízhǐ)
- Пам'ятка (кит. 牛尿港北遺址, піньїнь Yízhǐ)
- Пам'ятка (кит. 牛尿港西遺址, піньїнь Yízhǐ)
- Пам'ятка (кит. 蘇厝遺址, піньїнь Yízhǐ)
- Пам'ятка (кит. 大道公營遺址, піньїнь Yízhǐ)
- Пам'ятка (кит. 三寶埤遺址, піньїнь Yízhǐ)
- Пам'ятка (кит. 三寶埤南遺址, піньїнь Yízhǐ)
- Пам'ятка (кит. 灣港遺址, піньїнь Yízhǐ)

#### Район Ренде
- Пам'ятка (кит. 牛稠子遺址, піньїнь Yízhǐ)
- Пам'ятка (кит. 十三甲遺址, піньїнь Yízhǐ)
- Пам'ятка (кит. 虎山遺址, піньїнь Yízhǐ)
- Пам'ятка (кит. 山甲東遺址, піньїнь Yízhǐ)
- Пам'ятка (кит. 中洲遺址, піньїнь Yízhǐ)
- Пам'ятка (кит. 德崙遺址, піньїнь Yízhǐ)
- Пам'ятка (кит. 狗肉遺址, піньїнь Yízhǐ)
- Пам'ятка (кит. 清風莊遺址, піньїнь Yízhǐ)
- Пам'ятка (кит. 崁腳遺址, піньїнь Yízhǐ)

#### Район Куї Нхон
- Пам'ятка (кит. 歸仁窯遺址, піньїнь Yízhǐ)
- Пам'ятка (кит. 媽廟遺址, піньїнь Yízhǐ)
- Пам'ятка (кит. 大昌橋遺址, піньїнь Yízhǐ)
- Пам'ятка (кит. 豐德橋遺址, піньїнь Yízhǐ)
- Пам'ятка (кит. 刣豬厝遺址, піньїнь Yízhǐ)
- Пам'ятка (кит. 武東遺址, піньїнь Yízhǐ)
- Пам'ятка (кит. 八甲遺址, піньїнь Yízhǐ)
- Пам'ятка (кит. 大潭遺址, піньїнь Yízhǐ)
- Пам'ятка (кит. 大潭II遺址, піньїнь Yízhǐ)
- Пам'ятка (кит. 林子邊I遺址, піньїнь Yízhǐ)
- Пам'ятка (кит. 林子邊II遺址, піньїнь Yízhǐ)
- Пам'ятка (кит. 大嶺遺址, піньїнь Yízhǐ)
- Пам'ятка (кит. 南沙崙農場遺址, піньїнь Yízhǐ)

#### Район Гуаньмяо
- Пам'ятка (кит. 八甲遺址, піньїнь Yízhǐ)
- Пам'ятка (кит. 五甲遺址, піньїнь Yízhǐ)
- Пам'ятка (кит. 埤子頭遺址, піньїнь Yízhǐ)
- Пам'ятка (кит. 下湖遺址, піньїнь Yízhǐ)
- Пам'ятка (кит. 湖子內遺址, піньїнь Yízhǐ)
- Пам'ятка (кит. 牛稠後遺址, піньїнь Yízhǐ)
- Пам'ятка (кит. 許厝湖遺址, піньїнь Yízhǐ)
- Пам'ятка (кит. 新埔遺址, піньїнь Yízhǐ)
- Пам'ятка (кит. 刣牛窩遺址, піньїнь Yízhǐ)

#### Район Юнкан
- Пам'ятка (кит. 聖功女中遺址, піньїнь Yízhǐ)
- Пам'ятка (кит. 蔦松遺址, піньїнь Yízhǐ)
- Пам'ятка (кит. 六甲頂遺址, піньїнь Yízhǐ)
- Пам'ятка (кит. 三本木高地東遺址, піньїнь Yízhǐ)
- Пам'ятка (кит. 網寮遺址, піньїнь Yízhǐ) (у парку Юнкан )（永康公園內）
- Пам'ятка (кит. 網寮II遺址, піньїнь Yízhǐ)
- Пам'ятка (кит. 後田遺址, піньїнь Yízhǐ)

#### Східний район
- Пам'ятка (кит. 竹園町遺址, піньїнь Yízhǐ) (біля середньої школи № 1 Тайнаня )（台南一中附近）

- Пам'ятка (кит. 東門外遺址, піньїнь Yízhǐ)
- Пам'ятка (кит. 竹篙厝遺址, піньїнь Yízhǐ)

#### Південний округ
- Пам'ятка (кит. 桶盤淺A遺址, піньїнь Yízhǐ)
- Пам'ятка (кит. 桶盤淺B遺址, піньїнь Yízhǐ)
- Пам'ятка (кит. 芭蕉腳遺址, піньїнь Yízhǐ)
- Пам'ятка (кит. 鞍子遺址, піньїнь Yízhǐ)

#### Північний округ
- Пам'ятка (кит. 三分子日軍射擊場遺址, піньїнь Yízhǐ) (археологічний об’єкт, визначений муніципалітетом).
- Пам'ятка (кит. 聖功女中遺址, піньїнь Yízhǐ)
- Пам'ятка (кит. 三本木高地遺址, піньїнь Yízhǐ)

#### Центральний та Західний округ
- Пам'ятка (кит. 郵政局遺址, піньїнь Yízhǐ)

### Район Гаосюн

Карта поширення стародавніх пам'яток Гаосюна

- Пам'ятка (кит. 後勁遺址, піньїнь Yízhǐ)
- Пам'ятка (кит. 左營舊城遺址, піньїнь Yízhǐ) (археологічний об’єкт, визначений муніципалітетом) має два основні культурні шари. Доісторичний період може включати пізню культуру Дацзакенг і культуру Ніучоузі, а також були знайдені реліквії культури Фенбітоу. Історичний період заснований на культурі пізньої династії Цин Переважно реліквії [51] .
- Пам'ятка (кит. 內惟﹝小溪貝塚﹞考古遺址, піньїнь Yízhǐ) (археологічна ділянка, визначена муніципалітетом). Ця територія містить руїни доісторичних курганів мушль і є місцем проживання аборигенів етнічної групи Пінпу, племені Макадао та суспільства Дагоу. Розташоване в Шушаньському національному природному парку (位於壽山國家自然公園內) [52] .
- Пам'ятка (кит. 東沙考古遺址, піньїнь Yízhǐ) (об’єкт археологічних розкопок, визначений муніципалітетом) — це пам’ятка кінця 18–19 століття — середньої та пізньої династії Цін. Розташований на островах Донгша, в середній частині лагуни острова Донгша (位於東沙群島，東沙島潟湖中段) [53] .
- Пам'ятка (кит. 萬山岩雕群考古遺址, піньїнь Yízhǐ) (національна археологічна пам’ятка). Скельна скульптура Ваньшань є реліквією первісного мистецтва аборигенів. Першовідкривач дійшов висновку, що різьблення по каменю під відкритим небом передувало різьбленню по дереву в будинках з шиферу аборигенів. Беручи до уваги зміни візерунків різьблення і тотемних стилів, він підрахував, що наскальним зображенням приблизно від 500 до 1600 років. Розташований у районі Вантулан, район Маолінь, місто Гаосюн (位於高雄市茂林區萬頭蘭山區) [54] .
- Пам'ятка (кит. 鳳鼻頭遺址, піньїнь Yízhǐ) (сайт Zhongkengmen) (національна археологічна пам’ятка), (епоха раннього неоліту), має чотири культурні шари: культури Дацзакенг, Ніучоузі, Даху та Цзисун. Він розташований на північній стороні поселення Чжункенгмен у районі Лінюань міста Гаосюн. 350 метрів (位於高雄市林園區中坑門聚落北側約350公尺處) [55] .
- Пам'ятка (кит. 龍泉寺遺址, піньїнь Yízhǐ)
- Пам'ятка (кит. 覆鼎金遺址, піньїнь Yízhǐ)
- Пам'ятка (кит. 二苓遺址, піньїнь Yízhǐ)
- Пам'ятка (кит. 後庄遺址, піньїнь Yízhǐ)
- Пам'ятка (кит. 福德爺廟遺址, піньїнь Yízhǐ)
- Пам'ятка (кит. 拷潭遺址, піньїнь Yízhǐ)
- Пам'ятка (кит. 六和遺址, піньїнь Yízhǐ) (ранній неоліт)
- Пам'ятка (кит. 陳厝巷遺址, піньїнь Yízhǐ)
- Пам'ятка (кит. 董宅遺址, піньїнь Yízhǐ) (ранній неоліт)
- Пам'ятка (кит. 大坪頂遺址 (高雄), піньїнь Yízhǐ)
- Пам'ятка (кит. 甲高地遺址, піньїнь Yízhǐ)
- Пам'ятка (кит. 鳳山水庫遺址, піньїнь Yízhǐ)
- Пам'ятка (кит. 潭頭遺址, піньїнь Yízhǐ)
- Пам'ятка (кит. 清水岩遺址, піньїнь Yízhǐ)
- Пам'ятка (кит. 天明園遺址, піньїнь Yízhǐ)
- Пам'ятка (кит. 林家村遺址, піньїнь Yízhǐ)

- Пам'ятка (кит. 灰窯遺址 (石灰窯遺址), піньїнь Yízhǐ)

### Район Піндун
| - 船帆石遺址 - 雞仔頭遺址 - 番仔洞遺址 - 番仔菜園遺址 - 恆春‧大邱園遺址 - 香蕉灣遺址 - 後壁湖遺址 - 紅柴坑遺址 - 古山宮遺址 - 墾丁遺址 - 龜子角遺址 - 墾丁國小遺址 - 龍坑遺址 - 馬鞍山遺址 - 牛寮遺址 - 鵝鸞鼻I遺址 - 鵝鑾鼻II遺址 - 鵝鑾鼻III遺址 - 檳榔腳I遺址 - 檳榔腳II遺址 - 白沙遺址 - 白石仔遺址 - 石珠遺址 - 社頂遺址 - 山海遺址 - 水坑遺址 - 砂島遺址 - 小灣遺址 | - 頂茄湖遺址 - 頂白沙遺址 - 田仔遺址 - 頂頭溝遺址 - 潭子灣遺址 - 大圓山遺址 - 萬里路遺址 - 萬里桐遺址 - 圓山灣遺址 - 下廍遺址 - 大津遺址 - 大路關遺址 - 涼山遺址 - 北葉I遺址 - 北葉II遺址 - 上北葉遺址 - 石頭營盤史遺址 - 番仔厝遺址 - 山豬溝遺址 - 大寮遺址 - 天台遺址 - 烏鬼洞遺址 - 猴仙洞遺址 - 下水堀遺址 - 龜山遺址 - 落林遺址 - 上後灣遺址 - 出泉遺址 | - 佳洛水遺址 - 豬朥束山遺址 - 溪內遺址 - 茶山路遺址 - 橋頭路遺址 - 加都魯舊社遺址 - 福林路遺址 - 下分水嶺遺址 - 響林遺址 - 後壁山I遺址 - 後壁山II遺址 - 溪仔口遺址 - 溪仔口‧溪頭遺址 - 榕坑遺址 - 港墘遺址 - 港口路遺址 - 老佛遺址 - 鹿寮溪遺址 - 里德I遺址 - 里德II遺址 - 南仁山遺址 - 埤亦山遺址 - 山頂I遺址 - 山頂II遺址 - 烏加烏遺址 - 萬里得山舊社遺址 - 萬得路遺址 - Chula遺址 | - 伊拉對岸階地遺址 - 三地‧青山遺址 - Balaliulu遺址 - 好茶遺址 - 好茶舊社遺址 - 華容遺址 - 伊拉遺址 - 筏灣遺址 - 高燕I（Padain I）舊社遺址 - 高燕II（Padain II）舊社遺址 - 射鹿遺址 - A-tsingatsan舊社遺址 - Chianamis歷史遺址 - Dondi舊社遺址 - Dadilidan舊社遺址 - 高見舊社遺址 - 來義舊社遺址 - Ovol舊社遺址 - 埔姜山遺址 - 丹林舊社遺址 - 文樂舊社遺址 - 望嘉舊社遺址 - 古樓舊社遺址 - 白鷺舊社遺址 - 內文舊社遺址 - 七佳舊社遺址 - 力里舊社遺址 - 歸崇舊社遺址 |

## східний

### Повіт Ілань
- Пам'ятка (кит. 漢本考古遺址, піньїнь Yízhǐ) (національна археологічна пам’ятка) належить до типу Пулуован культури тринадцятої лінії в епоху пізнього металу. Культурні шари накопичувалися протягом понад 1000 років, а також мають структуру поселення з високим ступенем цілісності. Розташоване в районі Аохуа містечка Нань'ао (південний вхід у тунель Гуфен на шосе Сухуагай) (位於南澳鄉澳花段（蘇花改公路谷風隧道南口）) [56] .
- Пам'ятка (кит. 丸山遺址, піньїнь Yízhǐ) (національний археологічний об'єкт) є репрезентативним місцем пізнього неоліту в Ілані. Обговоріть підказки періоду середнього та пізнього неоліту на північному сході Тайваню. Він розташований на пагорбі Марушань між селами Марушань і Бабао в містечку Дуншань повіту Ілань (位於宜蘭縣冬山鄉丸山村與八寶村間的丸山小丘) [57] .
- Пам'ятка (кит. 宜蘭農校遺址, піньїнь Yízhǐ)
- Пам'ятка (кит. 淇武蘭遺址, піньїнь Yízhǐ)
- Пам'ятка (кит. 大竹圍遺址, піньїнь Yízhǐ)

### Повіт Хуалянь

#### Містечко Сюлінь
- Пам'ятка (кит. 富世遺址, піньїнь Yízhǐ)(археологічний об’єкт, визначений округом (містом)), також відомий як місце Тароко та нагір’я Ліву, має два різні культурні шари. Верхній шар – це тип Пулуован культури тринадцятої лінії приблизно 1200 років тому ., нижній шар є змішаною культурною фазою культури Цілінь і культури Бейнань приблизно дві-три тисячі років тому. Він має культурні характеристики конвергенції північної та південної культур, такі як міграція мегалітичної культури на північ і міграція культури тринадцяти ліній на південь. Розташований у селі Фуші, селище Сюлінь (位於秀林鄉富世村) [58] .
- Пам'ятка (кит. 崇德遺址, піньїнь Yízhǐ)(перелік археологічних пам'яток) розташована в містечку Сюлінь (位於秀林鄉).

#### Місто Хуалянь
- Пам'ятка (кит. 花岡山考古遺址, піньїнь Yízhǐ) (занесена до списку археологічних розкопок) розташована в місті Хуалянь (位於花蓮市).
- Пам'ятка (кит. 德興考古遺址, піньїнь Yízhǐ) (археологічна пам'ятка, включена до списку) розташована в місті Хуалянь (位於花蓮市).

#### Містечко Цзянь
- Пам'ятка (кит. 七腳川考古遺址, піньїнь Yízhǐ) (археологічна пам'ятка, включена до списку) розташована в містечку Цзянь.

#### Містечко Шоуфен
- Пам'ятка (кит. 大坑考古遺址, піньїнь Yízhǐ) (занесена до списку археологічних розкопок) розташована в містечку Шоуфен. 位於壽豐鄉
- Пам'ятка (кит. 嶺頂考古遺址, піньїнь Yízhǐ) (археологічна пам'ятка, включена до списку) розташована в містечку Шоуфен.
- Пам'ятка (кит. 水璉考古遺址, піньїнь Yízhǐ) (занесена до списку археологічних розкопок) розташована в містечку Шоуфен.
- Пам'ятка (кит. 水璉V考古遺址, піньїнь Yízhǐ) (археологічна пам'ятка, включена до списку) розташована в містечку Шоуфен.

- Пам'ятка (кит. 支亞干（萬榮．平林）遺址, піньїнь Yízhǐ) (археологічний об’єкт, визначений і внесений до списку округу (міста)) належить до культури східної шнурової червоної кераміки та типу Пінглінь культури Хуаганшань. Це єдиний великий центр виробництва нефриту на Тайвані в епоху неоліту. Це рідко зустрічається на Тайвані, у Східній та Південно-Східній Азії та має значення національного надбання. Система виробництва нефриту, сформована на цьому місці, існувала від 4500 до 1500 років тому (район Хуалянь належить до Культура Хуаганьшань, 3300-2200 років тому). Він розташований у районі Сілінь села Сілінь, селище Ванжун, округ Хуалянь, поруч із територією, що внесена до списку, і територією Ванжун Пінлін (位於花蓮縣萬榮鄉西林村西林段，鄰近列冊遺址 ，萬榮‧平林遺址) [59] [60] .

#### Містечко Гуанфу
- Пам'ятка (кит. 太巴塱考古遺址, піньїнь Yízhǐ) (археологічна пам'ятка, включена до списку) розташована в містечку Гуанфу.

#### Містечко Фенбінь
- Пам'ятка (кит. 豐濱、宮下考古遺址, піньїнь Yízhǐ) (занесені до списку археологічних пам’яток) розташовані в містечку Фенбінь. 位於豐濱鄉
- Пам'ятка (кит. 港口考古遺址, піньїнь Yízhǐ) (археологічна ділянка, включена до списку) розташована в містечку Фенбінь.
- Пам'ятка (кит. 貓公考古遺址, піньїнь Yízhǐ) (археологічна пам'ятка, включена до списку) розташована в містечку Фенбінь.
- Пам'ятка (кит. 靜浦考古遺址, піньїнь Yízhǐ) (занесена до списку археологічних розкопок) розташована в містечку Фенбінь.
- Пам'ятка (кит. 新社考古遺址, піньїнь Yízhǐ) (занесена до списку археологічних розкопок) розташована в містечку Фенбінь.

#### Місто Руїсуй
- Пам'ятка (кит. Satokoay（舞鶴）遺址, піньїнь Yízhǐ) (археологічна пам’ятка, визначена округом (містом)), належить до культури Бейнань: це оранжево-червона кераміка з грубим піском. Кам'яний стовп, встановлений на цьому місці, є найбільшим у Тайвані (висота стовпа становить 613 сантиметрів). Конструкція сайту має велике наукове значення. По боках кам'яного стовпа можна побачити багато рукотворних отворів, які є ознаками доісторичної технології руйнування каменю. Він розташований у селі Вухе, містечко Руйсуй, округ Хуалянь, поруч із місцем перепису та сайтом Ма Ліюнь (位於花蓮縣瑞穗鄉舞鶴村，鄰近普查遺址 ，馬立雲遺址) [61] .

#### Містечко Фулі
- Пам'ятка (кит. 公埔遺址, піньїнь Yízhǐ) (археологічний об’єкт, визначений округом (містом)) є репрезентативним об’єктом культури Бейнань у південній частині поздовжньої долини Хуалянь. Тут також є залишки сланцевих стін і є важливим об’єктом. Розташований у селі Шипай, селище Фулі, повіт Хуалянь (位於花蓮縣富里鄉石牌村) [62] .

### Повіт Тайдун

#### Містечко Чанбін
- Пам'ятка (кит. 八仙洞遺址, піньїнь Yízhǐ) (національний археологічний об’єкт) належить до двох культурних шарів культури Чанбінь і культури Тояма. Розташований у мальовничій зоні печери Басянь. Він примикає до місць перепису, Дам Лай, Чжан'юань № 1 і Чжан'юань № 2 [63] . Розташований у містечку Чанбін, повіт Тайдун (位於台東縣長濱鄉).

#### Містечко Донге
- Пам'ятка (кит. 都蘭遺址, піньїнь Yízhǐ) (археологічний об’єкт, визначений округом (містом)) належить до доісторичного культурного шару, включаючи культуру шнурової кераміки, культуру Бейнань, культуру Цілінь (мегалітична культура), культуру Амей тощо. Розташоване в селі Дулан, містечко Дунхе, округ Тайдун (位於台東縣東河鄉都蘭村), приблизно за 1 кілометр на захід уздовж індустріальної дороги Дулан, ви спочатку прибудете до «Району труни»; приблизно 300 метрів далі на захід знаходиться «Район Шибі», який примикає до перерахованих руїн і Печера восьми безсмертних, руїни [64] .
- Пам'ятка (кит. 小馬遺址, піньїнь Yízhǐ) знаходяться в містечку Дунхе (位於東河鄉).

#### Містечко Бейнань
- До мегалітичного культурного шару Східної поздовжньої долини належать Пам'ятка (кит. 巴蘭遺址, піньїнь Yízhǐ) (об’єкт археологічних розкопок, визначений повітом (містом)). Він розташований у селі Чулу , селище Бейнань, повіт Тайдун, біля підніжжя гори на висоті близько 600 метрів, поруч із місцем перепису та місцем Лаофаньше (位於台東縣卑南鄉初鹿村，海拔約600公尺山麓，鄰近普查遺址 ，老番社遺址) [65] .

#### Місто Тайдун
- Пам'ятка (кит. 卑南遺址, піньїнь Yízhǐ) (національний археологічний об’єкт) належить до трьох культурних шарів: культури Дацокен, культури Фушань і культури Бейнань. Він розташований у районі Шибі міста Тайдун повіту Тайдун, поруч із місцем перепису населення та сайтом Тайдун Ліюшань [66] . Розташований у місті Тайдун, округ Тайдун (位於台東縣台東市).
- Пам'ятка (кит. 鯉魚山遺址, піньїнь Yízhǐ) розташовані поруч із містом Тайдун.
- Пам'ятка (кит. 貓山遺址, піньїнь Yízhǐ) розташовані поруч із містом Тайдун.

#### Містечко Таймалі
- Пам'ятка (кит. 舊香蘭遺址, піньїнь Yízhǐ) (археологічний об’єкт, визначений округом (містом)) має належати до шару культури Саньхе залізного віку (розкопані написи включають: 1. Прикрашений посуд зі стоступеневим змійовим візерунком: стоступеневий змійовий візерунок зазвичай використовуваний людьми Paiwan і Rukai в наш час, з’явився декоративний стиль 2. Зразки скла та заліза в культурному накопиченні: Велика кількість зразків скла та заліза з’являється в культурному накопиченні 3. Форми для лиття металевих виробів: 44 предмети, вирізані з пісковик з’являється в формі культурного накопичення), розташованому в секції Ланлі містечка Таймалі, поруч із територією, що внесена до списку, та територією Бейнань (位於太麻里鄉蘭里段，鄰近列冊遺址 ，卑南遺址) [67] .

- Пам'ятка (кит. 麻竹嶺遺址, піньїнь Yízhǐ)
- Пам'ятка (кит. 白桑安遺址, піньїнь Yízhǐ)
- Пам'ятка (кит. 樟原遺址, піньїнь Yízhǐ)
- Пам'ятка (кит. 麒麟遺址, піньїнь Yízhǐ)
- Пам'ятка (кит. 老番社遺址, піньїнь Yízhǐ)

## Тайванська протока

### Острови Пенху
- Пам'ятка (кит. 七美史前石器製造場考古遺址群, піньїнь Yízhǐ) Група археологічних розкопок на місці виготовлення доісторичних кам’яних знарядь у Цимей (округ (місто), визначений археологічним об’єктом). Археологічна ділянка датується більш ніж 4000-3000 роками тому.На острові Цімей з'явилося багато базальтових кар'єрів, а попередній камінь був перевезений на південь Тайваню. Розробка кар’єрів, виробництво, щоденне використання та промисловий транспорт утворюють загальну доісторичну культурну карту поширення островів Пенху та південного Тайваню. Розташований у містечку Цімей (位於七美鄉) [68] .

### рідні
- Пам'ятка (кит. 金龜山遺址, піньїнь Yízhǐ) розташована в Західному саду міста Цзіньша (位於金沙鎮西園里).
- Пам'ятка (кит. 浦邊遺址, піньїнь Yízhǐ) знаходяться в Пушані, місто Цзіньша (位於金沙鎮浦山里).
- Пам'ятка (кит. 後豐港史前遺址, піньїнь Yízhǐ)
- Пам'ятка (кит. 西湖遺址, піньїнь Yízhǐ)
- Пам'ятка (кит. 遺址, піньїнь Yízhǐ)
- Пам'ятка (кит. 復國墩遺址, піньїнь Yízhǐ) розташований у Сіхулі, місто Цзіньху (位於金湖鎮溪湖里).
- Пам'ятка (кит. 小金門青歧遺址, піньїнь Yízhǐ)

### Мазу
- Пам'ятка (кит. 熾坪隴遺址, піньїнь Yízhǐ) (археологічна пам’ятка, визначена округом (містом)) належить до нижнього типу Таншишань/культурного типу Таншішань/типу ранньої історичної ери (приблизно 6000 років тому) і частинок селадону з династій Сун і Юань. Це змішане місце з піщаних дюн і курганів черепашок. Розташоване в секції Дапінг села Дапінг, селище Джугуанг (位於莒光鄉大坪村大坪段) [69] .
- Пам'ятка (кит. 亮島島尾遺址, піньїнь Yízhǐ) (археологічна пам’ятка національного масштабу та округу (міста)) розташована на кінці острова Ляндао, селище Бейган (位於北竿鄉亮島島尾) [70] .
- Пам'ятка (кит. 塘歧遺址, піньїнь Yízhǐ)
- Пам'ятка (кит. 福沃遺址, піньїнь Yízhǐ)
- Пам'ятка (кит. 蔡園裡遺址, піньїнь Yízhǐ)

## Супутні предмети
- Історія Тайваню
- Історія Тайбея
- Історія Тайчжуна
- Історія Гаосюна
- геологічний час
- радіоактивне датування

## зовнішнє посилання
1. ↑  和平島考古重大發現 挖出粗繩紋陶等文物 [Архівовано 2020-07-24 у Wayback Machine.]沈如峰 中央社 2019-05-10
2. ↑  和平島遺址探勘成果豐 通過指定為市定遺址原視新聞 原文會 2020-08-05
3. ↑  和平島B考古遺址 [Архівовано 2021-01-21 у Wayback Machine.]基隆市文化局 國家文化資產
4. ↑  揭和平島400年之謎 再啟考古挖掘聖薩爾瓦多城 [Архівовано 2019-04-24 у Wayback Machine.]王朝鈺 中央社 2021-02-17
5. ↑  和平島考古遺址（諸聖教堂） [Архівовано 2021-01-07 у Wayback Machine.]基隆旅遊網
6. ↑  深埋地底300年 西班牙教堂重見天日 [Архівовано 2021-08-19 у Wayback Machine.]范揚光 中國時報（翻報） 2020-02-11
7. ↑  大沙灣考古遺址 [Архівовано 2021-01-21 у Wayback Machine.]基隆市文化局 國家文化資產
8. ↑  文化調查／台北市中山區金泰24-1建地環境影響評估工作-文化古蹟遺址調查報告 [Архівовано 2023-01-11 у Wayback Machine.]劉益昌／陳仲玉／陳光祖等 2004（李坤修 2008）
9. ↑  圓山考古遺址 [Архівовано 2017-12-30 у Wayback Machine.]文化部文化資產局 國家文化資產
10. ↑  大坌坑考古遺址 [Архівовано 2018-01-06 у Wayback Machine.]文化部文化資產局 國家文化資產
11. ↑  斬龍山考古遺址 [Архівовано 2020-02-25 у Wayback Machine.]新北市政府文化局 國家文化資產
12. ↑  狗蹄山遺址 [Архівовано 2018-01-06 у Wayback Machine.]文化部文化資產局 國家文化資產
13. ↑  土地公山考古遺址 [Архівовано 2018-01-06 у Wayback Machine.]文化部文化資產局 國家文化資產
14. ↑  七家灣遺址 [Архівовано 2018-01-06 у Wayback Machine.]文化部文化資產局 國家文化資產
15. ↑  營盤口遺址 淹沒水泥叢林中 [Архівовано 2023-01-15 у Wayback Machine.]謝幸恩 中國時報 2013-06-14
16. ↑  臺北都會區大眾捷運系統新莊線新莊機廠頂埤角史前遺址調查：調查報告/臺灣記憶臺北市捷運工程局（國家圖書館） 1998-08
17. ↑  大園尖山遺址 [Архівовано 2023-04-22 у Wayback Machine.] 國家文化資產
18. ↑  桃市虎頭山公園，發現2800年前遺址，臺大考古團隊挖到陶器、玉環，推斷當時族群屬林口臺地植物園文化人陳中興 國語日報 2017-09-20
19. ↑  大城小事》史前遺址 城市裡考古 [Архівовано 2023-01-15 у Wayback Machine.]信傳媒 2020-10-18
20. ↑  新屋區榕樹下遺址在臺灣史前史的重要性 [Архівовано 2023-01-15 у Wayback Machine.]桃園文獻 2019-09（國家文化記憶庫 文化部）
21. ↑  桃園縣文化資產導覽手冊：漫步桃花源 [Архівовано 2023-01-15 у Wayback Machine.]典藏台灣／中央研究院 數位文化中心
22. ↑  觀音鄉塔腳社區發展協會 [Архівовано 2023-01-15 у Wayback Machine.]文化部
23. ↑  香山南港遺址／新竹市志（第一卷） Архівна копія на сайті Wayback Machine.新竹市政府（國家文化記憶庫 文化部）
24. ↑  紅毛港系統／新竹市志（第一卷） Архівна копія на сайті Wayback Machine.新竹市政府（國家文化記憶庫 文化部）
25. ↑  從考古學談區域史研究-以桃竹苗為例／文史學苑（第一期） Архівна копія на сайті Wayback Machine.竹塹大學 1995-04-15（國家文化記憶庫 文化部）
26. ↑  營埔遺址試挖掘 [Архівовано 2022-07-07 у Wayback Machine.]何傳坤 劉克竑 自然與人文數位博物館 2006
27. ↑  牛罵頭遺址 [Архівовано 2018-01-17 у Wayback Machine.]臺中市政府 國家文化資產
28. ↑  七家灣遺址 [Архівовано 2018-01-17 у Wayback Machine.]臺中市政府 國家文化資產
29. ↑  「志樂溪人文史蹟遺址調查」成果報告書 (Звіт). 雪霸國家公園管理處. 2017-12. {{cite report}}: Зовнішнє посилання в |deadurl= (довідка); Недійсний |deadurl=https://w3.spnp.gov.tw/Upload/ResultReport/10501%E5%BF%97%E6%A8%82%E6%BA%AA%E4%BA%BA%E6%96%87%E5%8F%B2%E8%B9%9F%E9%81%BA%E5%9D%80%E8%AA%BF%E6%9F%A5_M.pdf (довідка)
30. ↑  惠來遺址 [Архівовано 2018-01-17 у Wayback Machine.]臺中市政府 國家文化資產
31. ↑  清水中社遺址 [Архівовано 2018-01-17 у Wayback Machine.]臺中市政府 國家文化資產
32. ↑  安和考古遺址 [Архівовано 2018-01-17 у Wayback Machine.]臺中市文化資產處 國家文化資產
33. ↑  麻糍埔遺址 [Архівовано 2018-01-17 у Wayback Machine.]臺中市文化資產處 國家文化資產
34. ↑  西大墩遺址 [Архівовано 2018-01-17 у Wayback Machine.]臺中市政府 國家文化資產
35. ↑  彰化市牛埔遺址彰化縣文化局 國家文化資產
36. ↑  古坑‧大坪頂 遺址 [Архівовано 2021-02-03 у Wayback Machine.]雲林縣政府 國家文化資產
37. ↑  古笨港遺址 [Архівовано 2021-01-22 у Wayback Machine.]雲林縣政府 國家文化資產
38. ↑  文化部-臺灣大百科. Архів оригіналу за 15 вересня 2020. Процитовано 28 жовтня 2018.
39. ↑  文化部-臺灣大百科. Архів оригіналу за 15 вересня 2020. Процитовано 28 жовтня 2018.
40. ↑  文化部-臺灣大百科. Архів оригіналу за 15 вересня 2020. Процитовано 28 жовтня 2018.
41. ↑  曲冰考古遺址 [Архівовано 2022-11-07 у Wayback Machine.]文化部文化資產局 國家文化資產
42. ↑  水蛙窟考古遺址 [Архівовано 2023-04-22 у Wayback Machine.]南投縣政府 國家文化資產
43. ↑  大馬璘考古遺址 [Архівовано 2023-07-26 у Wayback Machine.]南投縣政府 國家文化資產
44. ↑  早期人類聚落史的考古學研究（一）東埔一鄰遺址高有德 中研院史言所/玉山國家公園
45. ↑  東埔一鄰/景觀據點 [Архівовано 2023-04-26 у Wayback Machine.]玉山國家公園
46. 1 2  <史前時代> [Архівовано 2014-08-26 у Wayback Machine.]，嘉義縣志《沿革志》。
47. ↑  魚寮遺址 [Архівовано 2019-05-15 у Wayback Machine.]嘉義縣政府 國家文化資產
48. ↑  何傳坤、洪玲玉，〈淺談阿里山史前鄒文化〉 [Архівовано 2018-09-30 у Wayback Machine.]，《國立科學博物館簡訊》175期，民國91年。
49. ↑  汪明輝，〈鄒族之民族發展:歷史建構鄒族，鄒族建構歷史〉 [Архівовано 2018-09-30 у Wayback Machine.]，財團法人鄒族文化藝術基金會。
50. ↑  阿里山山脈與鄒文化 [Архівовано 2020-09-15 у Wayback Machine.]，自然與人文數位博物館，國立自然科學博物館．數位典藏國家型科技計畫。
51. ↑  左營舊城考古遺址高雄市政府文化局 國家文化資產
52. ↑  內惟﹝小溪貝塚﹞考古遺址高雄市政府文化局 國家文化資產
53. ↑  東沙考古遺址 [Архівовано 2018-01-20 у Wayback Machine.]高雄市政府文化局 國家文化資產
54. ↑  萬山岩雕群考古遺址 [Архівовано 2021-04-06 у Wayback Machine.]高雄市政府文化局 國家文化資產
55. ↑  鳳鼻頭（中坑門）考古遺址 [Архівовано 2018-01-20 у Wayback Machine.]文化部文化資產局 國家文化資產
56. ↑  Blihun漢本考古遺址 [Архівовано 2021-12-12 у Wayback Machine.]文化部文化資產局 國家文化資產
57. ↑  丸山考古遺址 [Архівовано 2021-01-08 у Wayback Machine.]文化部文化資產局 國家文化資產
58. ↑  富世考古遺址 [Архівовано 2020-11-28 у Wayback Machine.]花蓮縣政府 國家文化資產
59. ↑  支亞干(萬榮．平林)考古遺址 [Архівовано 2020-11-28 у Wayback Machine.]花蓮縣政府 國家文化資產
60. ↑  【#尋miing紀遺】EP7｜與遺址共生共存，跟我們一起來當個考古家吧！@titv8932 [Архівовано 2023-08-24 у Wayback Machine.]原視 TITV+ 2022-08-19
61. ↑  Satokoay（舞鶴）考古遺址花蓮縣政府 國家文化資產
62. ↑  公埔考古遺址花蓮縣政府 國家文化資產
63. ↑  八仙洞考古遺址 [Архівовано 2018-01-21 у Wayback Machine.]文化部文化資產局 國家文化資產
64. ↑  都蘭遺址 [Архівовано 2018-01-22 у Wayback Machine.]臺東縣政府 國家文化資產
65. ↑  巴蘭遺址 [Архівовано 2018-01-21 у Wayback Machine.]臺東縣政府 國家文化資產
66. ↑  卑南考古遺址文化部文化資產局 國家文化資產
67. ↑  舊香蘭遺址 [Архівовано 2018-01-21 у Wayback Machine.]臺東縣政府 國家文化資產
68. ↑  七美史前石器製造場考古遺址群（包含南港遺址第一、二、三、四地點、東湖遺址、西北灣遺址、西湖遺址）澎湖縣政府文化局 國家文化資產
69. ↑  熾坪隴遺址 [Архівовано 2018-01-06 у Wayback Machine.]連江縣政府 國家文化資產
70. ↑  亮島島尾遺址 [Архівовано 2018-03-04 у Wayback Machine.]連江縣政府 國家文化資產